# Йюлленстольпе, Аксель-Эрик
Карл Йохан Аксель-Эрик Йюлленстольпе (швед. Karl Johan Axel-Erik Gyllenstolpe; 18 апреля 1894, Филипстад, Вермланд — 19 июля 1954, Карлстад) — шведский легкоатлет, специалист по многоборьям. Выступал в 1916—1927 годах, победитель и призёр первенств национального значения, участник летних Олимпийских игр в Антверпене.

## Биография
Аксель-Эрик Йюлленстольпе родился 18 апреля 1894 года в Филипстаде.
Занимался лёгкой атлетикой в городе Евле, состоял в местном спортивном клубе GSGF.
Входил в число сильнейших легкоатлетов Швеции с середины 1910-х годов. В частности, первую медаль национального чемпионата завоевал в 1916 году, став бронзовым призёром в десятиборье. В 1919 году в зачёте национального первенства взял бронзу в пятиборье и серебро в десятиборье.
В 1920 году на чемпионате Швеции выиграл серебряную медаль пятиборье и получил бронзу в десятиборье. По итогам чемпионата вошёл в состав шведской национальной сборной и удостоился права защищать честь страны на летних Олимпийских играх в Антверпене. В пятиборье занял девятое место, тогда как в десятиборье расположился в итоговом протоколе на восьмой строке.
После антверпенской Олимпиады Йюлленстольпе остался действующим спортсменом и продолжил принимать участие в различных соревнованиях по лёгкой атлетике. Так, в 1921 году он в первый и единственный раз одержал победу на чемпионате Швеции в программе десятиборья. Годом позже стал серебряным призёром шведского национального первенства, уступив бронзовому олимпийскому призёру Бертилю Ульсону.
Последний раз показал сколько-нибудь значимый результат как спортсмен в сезоне 1927 года, когда добавил в послужной список бронзовую награду чемпионата Швеции, полученную в десятиборье.
Умер 19 июля 1954 года в Карлстаде в возрасте 60 лет.